# Pudim de Platina
O Pudim de Platina (em inglês Platinum Pudding; oficialmente chamado Lemon Swiss roll and amaretti trifle) é um pudim britânico criado em 2022 especialmente para celebrar o Jubileu de Platina da Rainha Elizabeth II. Foi idealizado por Jemma Melvin com limão suíço e licor Amaretto e desbancou outras cerca de 5 mil receitas no concurso Platinum Pudding Competition.
Em 23 de maio de 2021, a Biblioteca Britânica solicitou que as pessoas postassem fotos da iguaria na Wikimedia Commons. "Inspirados pela competição de pudins do Jubileu de Platina (...) estamos incentivando você a enviar imagens de seus pudins comemorativos para a Wikimedia Commons", dizia o texto no portal.

## Concurso
A Platinum Pudding Competition foi criada em 2021 pela Fortnum & Mason a partir de uma ideia do diplomata e escritor britânico de gastronomia, cultura e viagens Ameer Kotecha e do ex-diplomata e curador britânico Jason Kelly.
A competição foi lançada em todo o Reino Unido em 10 de janeiro de 2022, quando a Ministra da Cultura, Nadine Dorries, disse: "o Concurso de Pudim de Platina é uma maneira maravilhosa de celebrar os 70 anos de reinado de Sua Majestade e sei que inspirará pessoas de todas as idades em todo o Reino Unido a cozinhar".
"A receita vencedora será disponibilizada ao público e o pudim será saboreado nos Grandes Almoços do Jubileu durante o fim de semana do Jubileu, e pelas próximas gerações", disse o Palácio de Buckingham, que se engajou na promoção.
As inscrições ocorreram até 4 de fevereiro, com a primeira rodada de julgamento tendo sido feita pelos chefs da Fortnum & Mason, que escolheram cerca de 40 receitas que passariam para a segunda etapa da competição. Na segunda rodada, apenas cinco receitas foram escolhidas, que passaram para a terceira e última fase, quando os cinco finalistas tiveram que preparar a iguaria ao vivo na Fortnum & Mason. Os outros quatro finalistas foram: Passionfruit and thyme frangipane tart, Four Nations pudding, Rose falooda cake e Jubilee bundt cake.
A receita vencedora foi anunciada em 12 de maio de 2020 pela BBC.